# Logie Glacier
Logie Glacier är en glaciär i Antarktis. Den ligger i Västantarktis. Nya Zeeland gör anspråk på området. Logie Glacier ligger 2 003 meter över havet.
Terrängen runt Logie Glacier är kuperad åt sydost, men åt nordväst är den bergig. Terrängen runt Logie Glacier sluttar västerut. Trakten är obefolkad. Det finns inga samhällen i närheten.